# The Take Over, the Breaks Over
«The Take Over, The Breaks Over» es el tercer sencillo (o el cuarto, si incluimos el sencillo lanzado digitalmente «The Carpal Tunnel of Love») y segunda canción del álbum Infinity on High de Fall Out Boy. Su título deriva de la canción de Jay-Z «Take Over». Akon realizó un cover de esta canción en BBC Radio 1's Live Lounge. La canción contiene dos solos de guitarra realizados por Ryan Ross (ex guitarrista y corista de Panic! at the Disco, además de guitarrista y voz principal de The Young Veins) y Chad Gilbert (miembro de New Found Glory).

## Vídeo
El vídeo musical de carácter onírico se presenta en escala de grises y muestra a los miembros como parte de un sueño del perro de Pete Wentz, Hemingway. Al comienzo del vídeo, dentro del cerebro de Hemingway, se puede oír la introducción  de «This Ain't a Scene, It's an Arms Race», una línea de «Dance, Dance» y otra de «Grand Theft Autumn / Where is Your Boy?». Empieza con Hemingway que duerme junto a un Wentz joven (caracterizado por Alex Wolf), quien se encuentra sentado al lado de un hidrante de incendios. El vídeo corta a un nuevo ángulo desde el que se observa la banda al lado de un Chevrolet Impala 1968. Mientras, Hemingway mira varios objetos asociados a los perros, como hidrantes de incendios, huesos que caen del cielo, carteros bailando breakdance y mujeres gato. Aparece también el vocalista/guitarrista Patrick Stump junto a una gran cabeza de un gato, vestido como un bistec. Este, contrariamente al resto del vídeo, no está en escala de grises.
Tras un corte vemos una nueva escena, un grupo de ex-fanáticos de Fall Out Boy que visten camisetas negras y blancas caminan hacia la banda tirando globos de agua mientras les insultan. Les recuerdan su cambio de opinión respecto a la música y mencionan haber estado "olvidándose de ellos". Algunas de las camisetas de los fans incluyen títulos como: "Sell Out Boy", "Todos Odiamos a Pete" y "¿Quién es Pete?". La banda se defiende mediante burlas.
Hemingway aúlla y dice, "Give the boys a break... everybody changes" (Denles un descanso a los muchachos... todos cambiamos). Los fanáticos lo niegan, y Hemingway continúa, "I mean, look at me. I used to be tiny" (yo quiero decir, mírenme. Yo solía ser diminuto). Los fanáticos, junto a los carteros y las mujeres gato, se unen a Fall Out Boy mientras ellos están tocando. Wentz dice entonces a Hemingway, "I didn't know you could talk!" (yo no sabía que pudieras hablar) Hemingway contesta, "Shut up Pete... this is my dream." (Cállate Pete, este es mi sueño) Después de terminar la canción, Wentz sufre una caída y Hemingway despierta abruptamente saltando fuera de Wentz.

## Lista de canciones
Sencillo en CD:
1. «The Take Over, the Breaks Over»
2. «Thriller» (versión de Sessions@AOL)

Vinilo de 7":
1. «The Take Over, the Breaks Over»
2. «Sugar, We're Going Down» (versión de Sessions@AOL)

Sencillo (Australia):
1. «The Take Over, the Breaks Over» - 3:35
2. «Thriller» (En vivo desde AOL Music Sessions) - 3:25
3. «Sugar, We're Going Down» (En vivo desde AOL Music Sessions) - 3:49
4. «The Take Over, the Breaks Over» (Video) - 3:45